# Fernand de Launay
Pour les articles homonymes, voir Launay.
Fernand de Launay, né à Lyon le 22 février 1855 et mort à Paris 18e le 29 août 1904, est un peintre français. Il a produit des huiles sur toile, des aquarelles, des gravures et des dessins, principalement des portraits. Parmi ces portraits se trouvent de nombreux portraits de femmes entourées de fleurs.

## Biographie
Fernand Raoul Gaston Henryet de Launay est le fils de l'homme de lettres Alphonse de Launay et de Célestine Henriette Isouard, professeur de piano. Il est l'oncle du peintre Jacques d'Otémar.
Fernand de Launay expose régulièrement au Salon de Paris, puis au Salon des artistes français. Il obtient une mention honorable au Salon des artistes français en 1896.
Il signe « F. DE LAUNAY ».
Il épouse le 9 décembre 1884 à Paris 9e Léontine Marthe Blanvillain, qui lui donne une fille l'année suivante.

## Œuvres
- Portrait de Gabriel Delarue, député-maire de Gannat (1887). Gannat, Musée Yves-Machelon.
- Portrait de Gustave Trouvé, inventeur, présenté au Salon des beaux-arts en 1899[5].
- Portrait d'Amélie Villetard, comédienne. Huile sur toile. Rouen, musée des beaux-arts[6].

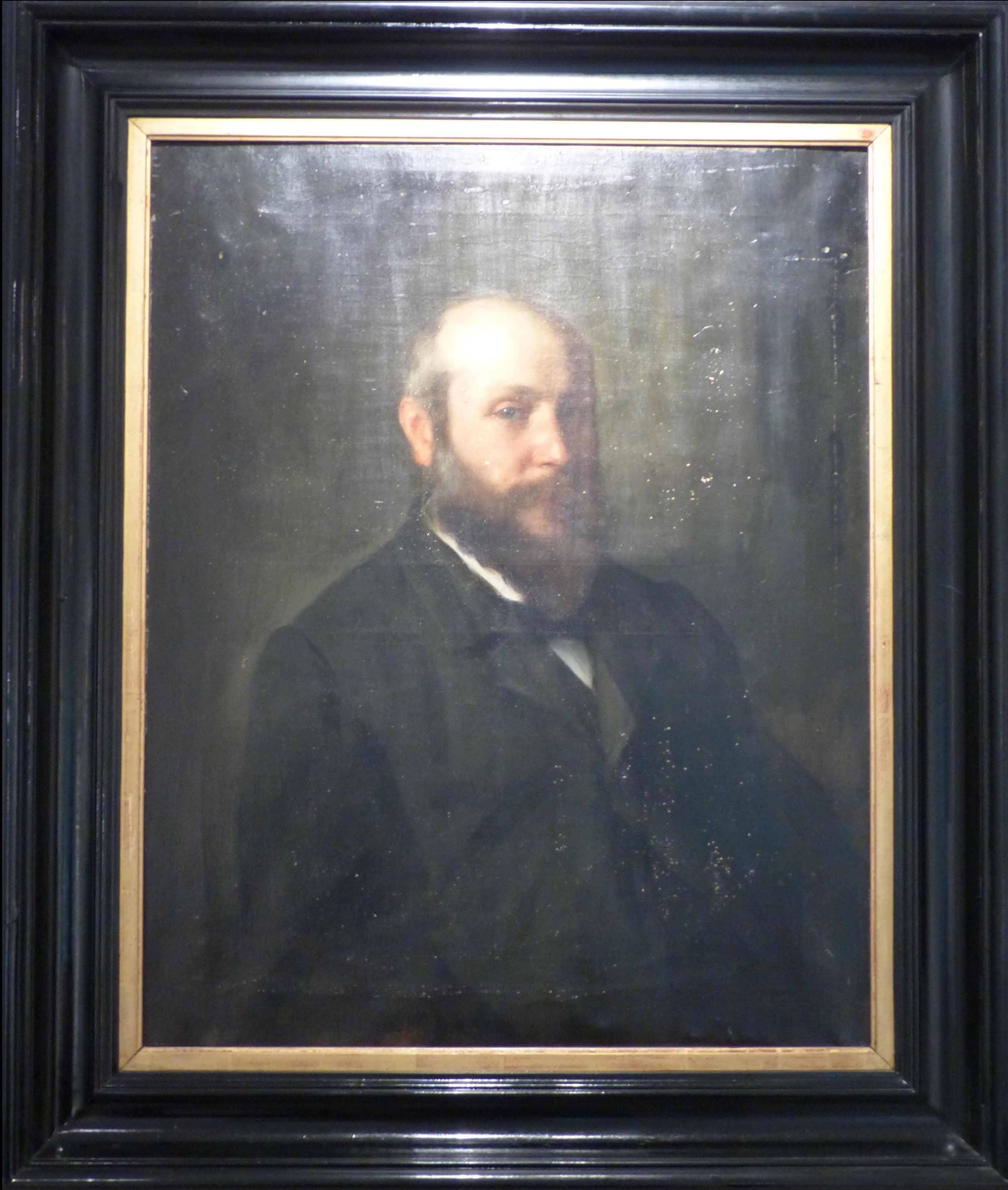
Portrait de Gabriel Delarue. Gannat, Musée Yves-Machelon.
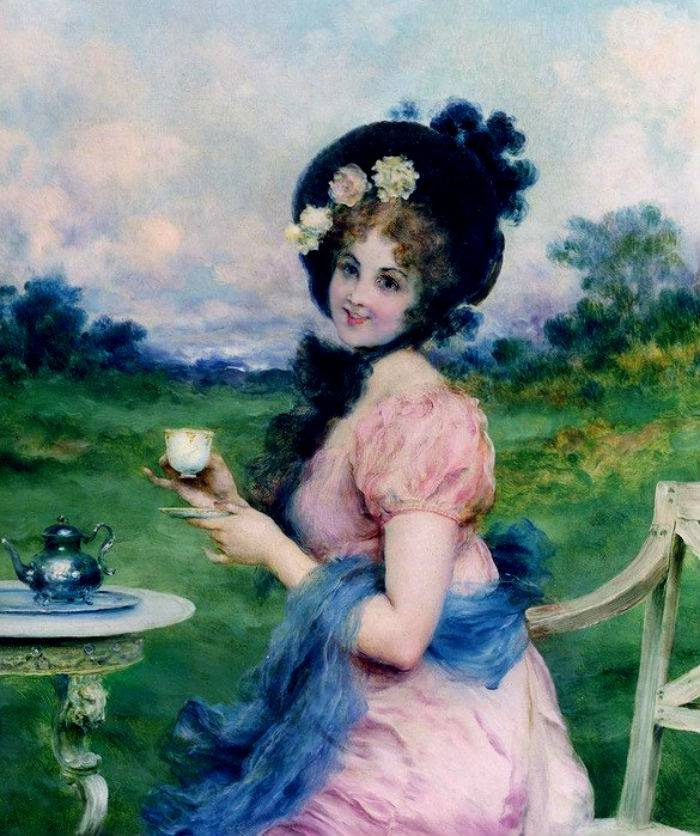
Portrait d'une dame assise. Passé en vente publique.